# Touriga Franca
‘Touriga Franca’ ist eine autochthone Rotweinsorte aus Portugal. Die Sorte ist zwar meist noch unter ihrem alten Namen ‘Touriga Francesca’ eingetragen, darf so aber nicht mehr offiziell (zum Beispiel auf Etiketten) genannt werden. Frankreich hatte Portugal auf Unterlassung dieser Bezeichnung verklagt und den Prozess im Jahr 2002 gewonnen.

## Herkunft, Abstammung
Die Rotweinsorte ‘Touriga Franca’ ist eine natürliche Kreuzung der Sorten ‘Marufo’ × ‘Touriga Nacional’ und ist eine authochtone Rebsorte aus Portugal.

## Verbreitung
Empfohlen ist ihr Anbau in den Regionen Trás-os-Montes und Beira Litoral. Zugelassen ist sie ferner in den Regionen des Douro, Minho, Ribatejo, Oeste und Madeira. Sie wird auch für den Portwein verwendet. Mit einer bestockten Rebfläche von ca. 7.440 ha nimmt sie im Rebsortenspiegel Portugals Rang 5 ein. Die weltweite Anbaufläche beträgt 2010 11.590 ha.

## Ampelografische Merkmale
- Die Triebspitze ist starkwollig behaart, weiß, mit rötlichen Anflug.
- Das junge Blatt ist rund bis schwach dreilappig, bronziert. Das Blatt ist mittelgroß, drei- bis schwach fünflappig mit V-förmiger Stielbucht. Die Blattoberseite ist derb, stark blasig, dunkelgrün und die Unterseite graugrün und leicht rostfarben gefärbt. Der Blattrand ist schwach gezähnt.
- Die Traube ist mittelgroß, pyramidenförmig, geschultert und kompakt. Die Beeren sind mittelgroß, rund, schwarzblau, beduftet.[3]

## Eigenschaften
Die Rebstöcke haben einen starken Wuchs und sind ertragreich. Sie bevorzugen gute, nicht zu trockene Standorte.

## Wein
Die Sorte ergibt rubinrote, leichte, nicht zu tanninbetonte Rotweine, die jedoch nicht die Qualität der Weine der Sorte ‘Touriga Nacional’ erreichen. Sie ist allerdings ertragreicher.

## Synonyme
‘Albino de Souza’, ‘Esgana Cao’, ‘Esgana Cao Tinto’, ‘Rifete’, ‘Tinta Barca’, ‘Touriga Frances’, ‘Touriga Francesa’, ‘Tourigo Frances’.